# 第34回ボストン映画批評家協会賞
33rd BSFC Awards

2013年12月8日

作品賞: 

それでも夜は明ける
第34回ボストン映画批評家協会賞（だい34かいボストンえいがひひょうかきょうかいしょう）は2013年の映画を対象としていて、2013年12月8日に発表された。

## 受賞一覧

### 作品賞
- 『それでも夜は明ける』

### 監督賞
- スティーヴ・マックイーン - 『それでも夜は明ける』

### 主演男優賞
- キウェテル・イジョフォー - 『それでも夜は明ける』

### 主演女優賞
- ケイト・ブランシェット - 『ブルージャスミン』

### 助演男優賞
- ジェームズ・ガンドルフィーニ - 『おとなの恋には嘘がある』

### 助演女優賞
- ジューン・スキッブ - 『ネブラスカ ふたつの心をつなぐ旅』

### アンサンブル・キャスト賞
- 『ネブラスカ ふたつの心をつなぐ旅』

### 脚本賞
- ニコール・ホロフセナー - 『おとなの恋には嘘がある』

### ドキュメンタリー映画賞
- 『アクト・オブ・キリング』

### 外国語映画賞
- 『少女は自転車にのって』 サウジアラビア

### アニメ映画賞
- 『風立ちぬ』 （宮崎駿監督）

### 撮影賞
- エマニュエル・ルベツキ - 『ゼロ・グラビティ』

### 編集賞
- ダニエル・P・ハンリー、マイク・ヒル - 『ラッシュ/プライドと友情』

### 新人映画人賞
- ライアン・クーグラー - 『フルートベール駅で』

### 音楽賞
- 『インサイド・ルーウィン・デイヴィス 名もなき男の歌』

## 騒動
投票権を持つ評論家の一人であるインコー・カンが、投票会場で、『風立ちぬ』と同作に関する日本の政治を非難するスピーチを行った。その内容は「本作では、日本軍が3000万人を殺したことを取り上げていない。日本は組織的な強姦や人体実験を行い、奴隷労働を強いたが、現在日本でこれを教育していない。韓国と中国の女性を性奴隷にしたことに関して日本の首相が謝罪を撤回して否定した。戦闘機が製造された本当の目的を覆い隠しており、戦闘機を中国や韓国の労働者が製造したことを隠している。戦後日本は一貫して戦争犯罪についての反省を拒絶している。」という主旨のものであった。

## 参考
1. ↑  “2013 Winners”. 2013年12月9日閲覧。
2. ↑  “During Boston Film Critics Vote, Member Calls Miyazaki's 'The Wind Rises' "Morally Repugnant”. 2013年12月9日閲覧。
3. ↑  韓国系評論家、宮崎駿の「風立ちぬ」を痛烈批判＝「非常に不道徳」「真の目的を覆い隠している」―米国 レコードチャイナ 2013年12月11日

| ボストン映画批評家協会賞       | ボストン映画批評家協会賞                    | ボストン映画批評家協会賞       |
| ------------------------------ | ------------------------------------------- | ------------------------------ |
| 前回 （2012年度）              | 第34回ボストン映画批評家協会賞 （2013年度） | 次回（2014年度）               |
| 第33回ボストン映画批評家協会賞 | 第34回ボストン映画批評家協会賞 （2013年度） | 第35回ボストン映画批評家協会賞 |